# Liou I-fej
Liou I-fej (čínsky 刘亦菲, anglickou transkripcí Liu Yifei; * 25. srpna 1987 Wu-chan) je čínská herečka, zpěvačka a modelka. V Hollywoodu se prosadila v sériích Zakázané království a Mulan. Hrála též v čínských filmech Wu jüe č' lien, Lien aj tchung kao, Čchien nu jou chun, Bílá pomsta a Krvavé císařství.

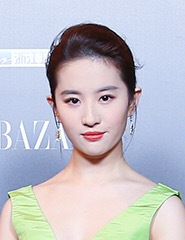
Liou I-fej (2016)

## Film
- 2002: Ťin-fen š'-ťia (TV)
- 2003: Tchien-lung pa pu (TV)
- 2004: Wu jüe č' lien
- 2004: Lia-naj ta jing-ťia
- 2005: Sien-ťien čchi sia čchuan (TV)
- 2006: Šen tiao sia lu (TV)
- 2006: Abao's Story
- 2008: Zakázané království
- 2010: Lien aj tchung kao
- 2011: Bílá pomsta
- 2011: Čchien nu jou chun
- 2012: Mistři magie
- 2012: Krvavé císařství
- 2013: Mistři magie 2
- 2014: Mistři magie 3
- 2014: Temný bojovník
- 2015: Če3ui salang
- 2015: Jie kchung čchüe
- 2016: Č' čching-čchun jüan-laj ni chaj caj če-li
- 2017: Čínská vdova
- 2017: Er taj jao-ťing č' ťin-šeng jou-sing
- 2017: San šeng san-š' š'-li tchao-chua
- 2020: Mulan